# Comisiones Unitarias Antiimperialistas
Comisiones Unitarias Antiimperialistas Artiguistas por la Liberación Nacional y el Socialismo, conocido como Comisiones Unitarias Antiimperialistas (COMUNA), es un partido político uruguayo formado en el año 2008. Luego de lograr su habilitación para participar de las Elecciones internas de Uruguay de 2009, presentaron como candidato único a la presidencia al líder histórico del Movimiento Revolucionario Oriental, Mario Rossi Garretano.

## Historia
Se formó en el año 2008 por un conglomerado de organizaciones sociales y políticas de izquierda entre las que se encontró el Movimiento Revolucionario Oriental (MRO), además de escindidos del Frente Amplio en desacuerdo con su accionar en el gobierno.  En marzo de 2009 recibió la habilitación de la Corte Electoral para participar de las elecciones internas de ese año, aunque finalmente no alcanzó en esos comicios la cantidad mínima de 500 votos para participar en las elecciones presidenciales, para las cuales proponían como candidato único a Mario Rossi Garretano.

## Ideología
Se autodefine como "izquierda de intención revolucionaria", y tiene como consigna la "Liberación Nacional y el Socialismo" para lo cual pretende unificar un "espacio clasista, antiimperialista y anticapitalista".

## Resultados electorales

### Elecciones de 2009
Al no alcanzar el mínimo requerido por la corte electoral de 500 votos, COMUNA no pudo comparecer en las elecciones nacionales de octubre de 2009.
| Departamento | Votos |
| ------------ | ----- |
| Canelones    | 39    |
| Maldonado    | 82    |
| Montevideo   | 145   |
| Total        | 266   |

### Elecciones de 2014
Inicialmente el partido COMUNA había comenzado una serie de negociaciones para formar parte de la coalición de izquierda Unidad Popular (integrado por la Asamblea Popular, entre otros). Sin embargo, en el 2013, se decidió apartarse del mismo dado diferencias tanto ideológicas como de dinámicas de construcción del sector. El partido COMUNA, en vistas a las próximas elecciones, impulsó el voto en blanco y no apoyar el plebiscito que impulsaban los partidos tradicionales en relación con la baja de edad de imputabilidad